# ديكلا

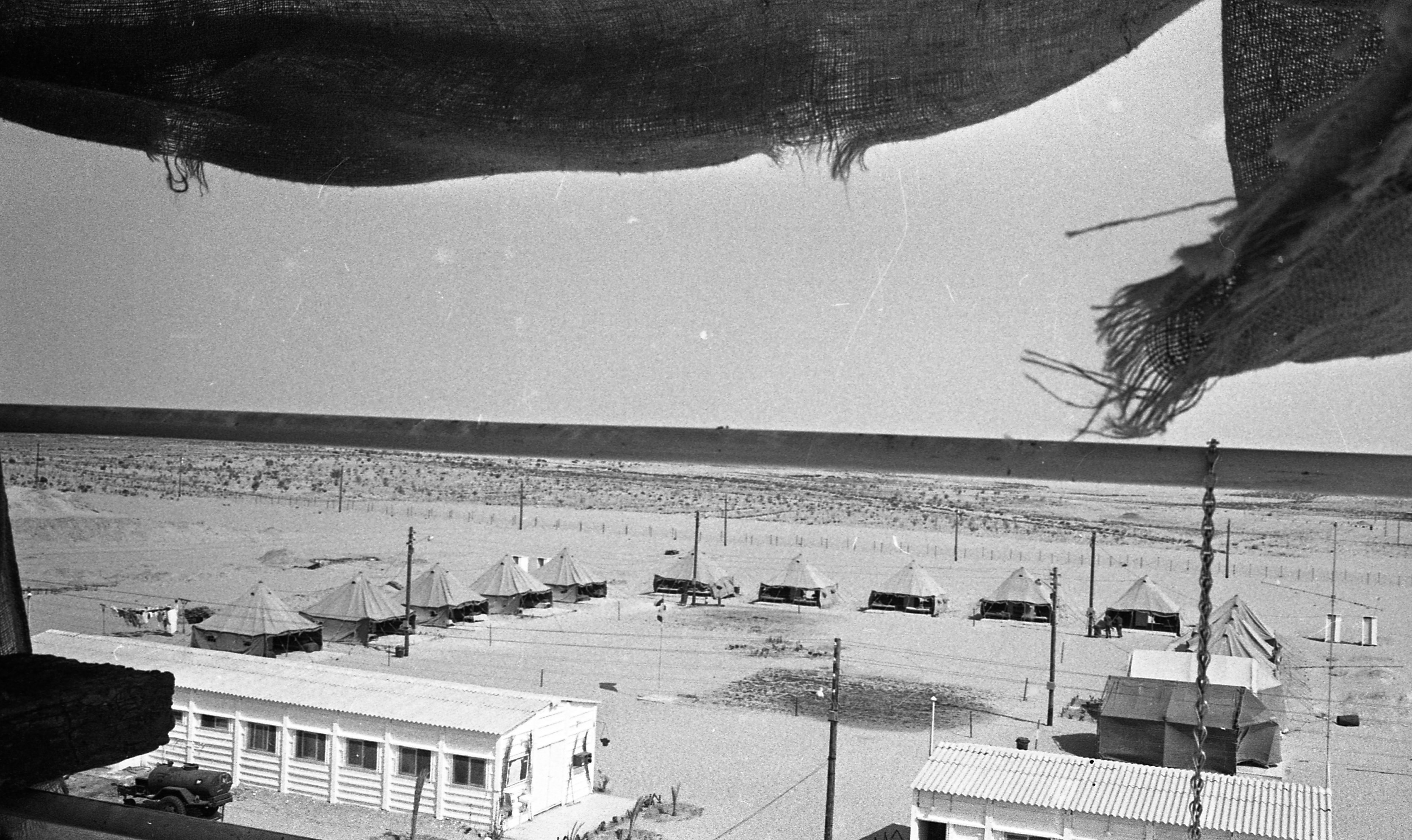

ديكلا ( بالم ) مستوطنة إسرائيلية سابقه في الجزء الشمالي الشرقي من شبه جزيرة سيناء التي تأسست أثناء احتلال إسرائيل لشبه الجزيرة منذ نهاية حرب الأيام الستة عام 1967 ، حتى تم تسليم هذا الجزء من سيناء إلى مصر في عام 1982 كجزء من شروط معاهدة السلام المصرية الإسرائيلية لعام 1979.
تقع في منطقة الشيخ زويد حسب التقسيم الادرى المصري، تأسست مدينة دكلا في شهر مايو عام 1969 كمركز رائد ناحال المعروف باسم دكاليم. كان الاسم الذي يحمله المجتمع هو راحة يده التجسس من الحرب العالمية الأولى أفشالوم فاينبرج ، الذي قُتل في هذه المنطقة على يد أحد البدو. كان مسافرا بين فلسطين ومصر ، وتقديم الاستخبارات للبريطانيين. أصبح تاريخ في جيبه النخيل تحمل الاسم نفسه.  تم بعد ذلك تجريد البؤرة الاستيطانية من السلاح وتسليمها للأغراض السكنية.
جاء أول السكان من حركة بيتار اليمينية المرتبطة بحزب الليكود الذي يضم مناحيم بيغن . مجموع الأراضي للمجتمع 500 أكر (2.0 كـم2) .
في أعقاب الإخلاء القسري وهدم دكلا ، وهو مجتمع بديل ، تم تأسيس نفيه دكاليم في قطاع غزة . نمت في النهاية لتصبح أكبر مستوطنة يهودية في غزة ، والمركز الإداري لكتلة غوش قطيف . في أعقاب السابقة التي تم تحديدها في سيناء ، تم هدم نفيه دكاليم بسبب خطة إسرائيل لفك الارتباط من غزة في أغسطس 2005.